# スラッシュズ・スネイクピット
スラッシュズ・スネイクピット (Slash's Snakepit) は1994年当時、ガンズ・アンド・ローゼズに在籍していたギタリストのスラッシュが結成したバンド。
1995年、1stアルバム「イッツ・ファイヴオクロック・サムウェアー」リリース。Vo.エリック・ドーヴァー、G.スラッシュ、ギルビー・クラーク。B.マイク・アイネズ、ジェイムズ・ロメンゾ。Ds.マット・ソーラム、ブライアン・ティッシー。
2000年2ndアルバム「エイント・ライフ・グランド」リリース。